# Dendronephthya roemeri
Dendronephthya roemeri is een zachte koraalsoort uit de familie Nephtheidae. De koraalsoort komt uit het geslacht Dendronephthya. Dendronephthya roemeri werd in 1911 voor het eerst wetenschappelijk beschreven door Kükenthal. 